# Blackville, New Brunswick
Blackville är en ort i Kanada.   Den ligger i provinsen New Brunswick, i den östra delen av landet, 800 km öster om huvudstaden Ottawa. Blackville ligger 24 meter över havet och antalet invånare är 990.
Terrängen runt Blackville är huvudsakligen platt. Blackville ligger nere i en dal. Runt Blackville är det mycket glesbefolkat, med 3 invånare per kvadratkilometer.. Närmaste större samhälle är Renous, 8,9 km norr om Blackville.
I omgivningarna runt Blackville växer i huvudsak blandskog.